# Minnesota Avenue
Minnesota Avenue è una stazione della metropolitana di Washington, situata sulla linea arancione. Si trova a nel quartiere Central Northeast.
È stata inaugurata il 20 novembre 1978, contestualmente all'apertura del tratto tra Stadium-Armory e New Carrollton.
La stazione è dotata di un parcheggio da 333 posti ed è servita da autobus del sistema Metrobus (anch'esso gestito dalla WMATA).